# Sacanche (distrito)
Sacanche é um distrito do Peru, departamento de San Martín, localizada na província de Huallaga.

## Transporte
O distrito de Sacanche é servido pela seguinte rodovia:
- PE-5N, que liga o distrito de Chanchamayo (Região de Junín) à Ponte Integración (Fronteira Equador-Peru) - e a rodovia equatoriana E682 - no distrito de Namballe (Região de Cajamarca)
- SM-117, que liga o distrito à cidade de Piscoyacu
- SM-103, que liga o distrito à cidade de Saposoa[1][2][3]